# Harjesia blanda
Espèce
 Harjesia blanda est une  espèce de papillons de la famille des Nymphalidae et de la sous-famille des Satyrinae et du genre Harjesia.

## Dénomination
Harjesia blanda a été décrit par Heinrich Benno Möschler en 1877 sous le nom de Taygetis blanda.

### Noms vernaculaires
Harjesia blanda se nomme Blanda Satyr en anglais .

## Description
Harjesia blanda est un papillon aux ailes postérieures dentelées, d'une envergure d'environ 52 mm et au dessus marron.
Le revers est marron à aire postdiscale plus claire avec une ligne  d'ocelles discrets sauf à l'aile postérieure un proche de l'apex et celui proche de l'angle anal qui sont noirs et pupillés.

## Écologie et distribution
Harjesia blanda est présent en Équateur, au Brésil, au Surinam et en Guyane,,,.

### Protection
Pas de statut de protection particulier